# デイトラインNBC
『デイトラインNBC（Dateline NBC）』は、アメリカ・NBCで放送される週刊テレビニュースマガジン/リアリティ法律番組。以前は同ネットワークの旗艦である一般向けのニュースマガジンだったが、現在は主に犯罪ドキュメンタリー記事に焦点を当てており、他のトピックに焦点を当てた時折の版のみである。番組は金曜日22:00（東部時間）に放送される（2時間の特別版は東部標準時21:00）。2時間の長編版は、番組の終了による番組のそれぞれの夜のプライムタイムスケジュールの空席を埋めるために、特定の予定された夜に放映されることがよくある。2021年2月、6人の女性と結婚し、そのうち4人が死亡した男に関する5時間の犯罪ドキュメンタリー物語である番組初のドキュメンタリーシリーズ「The Widower」を放映した。

## 歴史

### 初期
『デイトライン』は、ネットワーク上での長寿番組であることで歴史的に注目されている。1992年3月31日に開始し、最初は火曜日にのみ放映され、ストーン・フィリップスとジェーン・ポーリーが共同アンカーを務めた。トム・ブロコウとケイティ・クーリックは、以前は別のニュースマガジン『ナウ・ウィズ・トム・ブロコウ・アンド・ケイティ・クーリック』が『デイトライン・ウェンズデー』に変更された時に、この番組に参加した。1994年には第3夜（金曜日）、1997年には第4夜（月曜日）が追加され、番組は徐々に拡大し、1999年半ばと2000年には日曜日を含む週5日でピークに達した。番組が放映される夜の数は、視聴者の疲労と、同様に経済的で人気のあるリアリティーテレビ番組の台頭により、減少し始めた。各版は2001年の春に終了され始め、2004年にメインの火曜日の枠が終了された。
『デイトライン』は、NBCのエンターテインメント部門が毎週同じ時間枠に番組を配置するという戦略である「『ストリッピング』版によってブランド力を確立した」最初の「マルチナイト」フランチャイズだった。毎週複数の番組ではなく、単一の番組と見なされ、多くのティーザーと複数の分割インタビューが含まれていた（NBCは後に、2009年に『ジェイ・レノ・ショー』で同様の「ストリッピング」戦略を試みた）。1995年から1999年にかけての最盛期には、重大な速報報道を提供した。この番組はセンセーショナルなニュース記事を特集し、複数回に分けて放映された記事で視聴者を引き付けた。1999年までに、いずれか1つの版が、殆どの週に総視聴者数の中で最も視聴されたニールセンのテレビ番組のトップ10にランクインした。NBCはCNBC及びMSNBCとの関係を利用して、過去の『デイトライン』の放送で見られた再パッケージ化された記事を回顧シリーズ『ヘッドライナーズ・アンド・レジェンズ』及び『タイム・アンド・アゲイン（Time and Again）』で放映した。
番組は、当時『NBCナイトリーニュース』で使用されていたのと同じセットを使用して、NBCスタジオ3K から最初に制作された。1994年に『トゥデイ』が現在の施設であるNBCスタジオ1Aに移転した時、『デイトライン』はスタジオ3Bを引き継ぎ、独自の新しい専用セットを受け取った。
過去に貢献したアンカーは、1997年にNBCを去ったブライアント・ガンベル、2004年にNBCを去ったマリア・シュライバー、2006年にNBCを去ったケイティ・クーリックだった。2005年6月24日、アン・カリーは初めて『デイトライン』の共同アンカーを務め、その後まもなく恒久的なホストになった。
2008年7月21日に「Tower Dogs」というタイトルのエピソードで、初めて高解像度で放送を開始した。以前は、マルチレベルのスタジオ1Aを『トゥデイ』と共有していた。しかし、2013年に番組はスタジオ3Kに戻り、早朝のニュース番組『アーリー・トゥデイ』とMSNBCの『モーニング・ジョー・ファースト・ルック』も放送された。レスター・ホルトは、カリーが『トゥデイ』の恒久的な共同ホストになった直後の2011年9月23日の第20シーズンの開始と共に、『デイトライン』のホストとしてアン・カリーに取って代わった。

### ゼネラルモーターズ vs NBC
1992年11月17日、ゼネラルモーターズ（GM）の『Rounded-Line』シボレーC/Kシリーズピックアップトラックが、車両モデルの燃料タンクの設計が不十分なために衝突に巻き込まれた際に爆発したという主張に焦点を当てた「Waiting to Explode」というタイトルの1時間にわたる調査報道を放映した。『デイトライン』の映像は、燃料タンクが爆発した低速事故のサンプルを示していた。衝突試験中の爆発は後に、GMに対して雇われた専門家証人である安全分析研究所のブルース・エンツ（Bruce Enz）によって上演されたことが発見された。エンツは、危険な車両の印象を与えるために、焼夷弾と不十分に取り付けられたガスキャップを使用した。番組は、事故が演出されたという事実を明らかにしなかった。
GMは、フェイリアー・アナリシス・アソシエイツ（FaAA、現：エクスポネント）から調査員を雇って映像を調査し、FaAAの調査官は、映像を確認している時に、実際の衝突が発生する6フレーム前に煙が実際に燃料タンクから排出され始めたことを発見した。『デイトライン』のクラッシュテストに関与した人物からの情報に基づいて、FaAAの調査員はGMピックアップの焦げた残骸を見つける前に、インディアナ州の22の廃品置き場を調べた。
後に、『デイトライン』の報道は、燃料タンクの破裂と衝突が30マイル毎時 (48 km/h)で起こったとされる速度について不誠実だったことが明らかになった。実際の速度は、40マイル毎時 (64 km/h)と記載されている速度よりも高く、テレビで放映された衝突で使用されたC/Kピックアップからの燃料タンクのX線検査の後、それらは破裂しておらず無傷であることが判明した。その後、GMは広範な調査を行った後、NBCに対して名誉毀損防止/名誉毀損訴訟を起こした。1993年2月8日、訴訟を発表した後、GMはデトロイトのゼネラルモーターズ・ビルディングの製品展示ホールで、大々的に報道された反論を2時間近く行った。
ゼネラルモーターズの訴訟とその後の和解は、1990年代から2000年代初頭にかけての一連の評判を傷つける事件の中で、NBCにとって間違いなく最も壊滅的な打撃だった。NBC社内では、事件の直後に圧力を受けて辞任したマイケル・ガートナーが、多くの責任の源だった。NBCニュース社長のルーベン・フランクは、ガートナーは1988年に、テレビニュースのバックグラウンドがないにもかかわらず、現在のジャーナリストをより安価で経験の浅いリポーターやプロデューサーに置き換えることで、親会社であるゼネラル・エレクトリックを満足させるために雇われたと述べた。
ニュース部門社長のガートナーの辞任に加えて、エグゼクティブプロデューサーのジェフ・ダイアモンド（Jeff Diamond）、シニアプロデューサーのデイビッド・ランメル（David Rummel）、そしてピックアップに関する報道のプロデューサーであるロバート・リード（Robert Read）の『デイトラインNBC』プロデューサー3人が事件とその結果としての調査結果の結果として解雇された。このセグメントに関与した特派員であるミケーレ・ギレン（Michele Gillen）は、NBCのマイアミ直営局WTVJに異動し、同局の夕方ニュース番組のアンカーになった。

### ミシェル・マディガン
2007年8月、『デイトライン』リポーターのミシェル・マディガン（Michelle Madigan）は、ネバダ州ラスベガスで開催されたその年のDEF CONで犯罪を認めたハッカーを密かに記録しようとした。会議中にDEF CONの創設者であるジェフ・モスに追放された後、彼女は秘密のオーディオ及びビデオ録画機器を使用したことで出席者にやじられ、会議から追い出された。DEF CONのスタッフは、外出が行われる前にマディガンに取材許可証を取得させようとした。NBCニュースのDEF CON情報源は、主催者にマディガンの計画を知らせていた。

## スペシャルシリーズ

### To Catch a Predator
『To Catch a Predator』は、クリス・ハンセンがホストを務めるリポートの特別シリーズで、直接会って違法な性行為に従事するように誘う目的で子供とオンラインチャットを行う潜在的な性犯罪者を摘発する隠しカメラのおとり捜査を特集していた。おとり捜査はパーバーテッド＝ジャスティスと協力して行われ、潜在的な犯罪者毎に、組織に雇われている「おとり」とのオンラインチャットの録音から始まった。潜在的な犯罪者とおとりが約束をした場合、これは未成年のふりをした家で、実際にはテレビ番組のために準備された家で、家の外で犯罪者を逮捕するために警察が外に隠れていた。
各エピソードの撮影中に、未成年者に直接会おうとする男が「スティング」ハウスの中に入る時に撮影された。ターゲットが中に入った直後、多くの場合、パーバーテッド・ジャスティスのおとり（男と簡単に会うか、別の部屋から彼らと会話する）と話した後、ハンセンは各容疑者に立ち向かい、おとりとのオンラインでの会話（文字起こしされ、印刷されたもの）について尋ねた。対立の後、男は地元の警察に拘束された。問題の家に一度も入らなかったにもかかわらず逮捕された男もいた。このセグメントは、番組への批判と法的な問題により、2008年初頭に終了された。

### 「Wild Wild Web」
「Wild Wild Web」は、ホストのクリス・ハンセンが潜入して違法または非倫理的なオンライン広告に返信した、『デイトライン』の限定シリーズ。隠しカメラが回っている中、ハンセンと彼のプロデューサーは、ヒットマン、体の一部を売る人々、恋人の詐欺師に会った。

### To Catch a Con Man
『To Catch a Con Man』は、前払い詐欺で被害者から金銭を引き出そうとした詐欺師を特定して拘束するというテーマに専念した一連の隠しカメラ調査報道だが、一部の版では個人情報泥棒の暴露と逮捕に焦点を当てていた。クリス・ハンセン（シリーズが調査する個人情報泥棒を「A different kind of predator（別の種類の捕食者）」と呼んだ）によっても報道されたこれらの記事は、個人情報の盗難を調査し、容疑者を捕まえることを目的としたクレジットカードの監視グループであるcardcops.comと協力して、おとり捜査として行われた。

### The Real Blacklist
リチャード・エンゲルは、重要な犯罪と陰謀に関する『THE BLACKLIST/ブラックリスト』につながるタイアップバージョンのホストを務めた。

### The Widower
『The Widower』は、『デイトライン』初のドキュメンタリーシリーズである。『The Widower』は、妻のシャロン（Sharon）を殺害したとして告発されたエキセントリックなラスベガスの男、トーマス・ランドルフ（Thomas Randolph）の10年にわたる調査の舞台裏に視聴者を連れて行く。何百時間もの独占映像で、『デイトラインNBC』のベテランプロデューサーであるダン・スレピアン（Dan Slepian）は、シャロンがランドルフの6番目の妻であり、不可解な状況で死亡した4番目の妻であることがすぐに明らかになる、混乱を招く殺人事件の捜査を捉えていた。

### Dateline: The Last Day
スピンオフシリーズ『Dateline: The Last Day』は、2022年6月14日にPeacockで初公開された。

## 他のニュースマガジンとの比較
現在は終了されているNBCの「ハードニュース」マガジン番組『ロック・センター・ウィズ・ブライアン・ウィリアムズ』とは対照的に、『デイトライン』は犯罪ドキュメンタリーとヒューマンインタレスト記事に焦点を当てており、主に番組全体で1つの記事を取り上げている。キース・モリソンは、特定の版のナレーターを務めることが多く、通常、多くの版で記録された実際の殺人ミステリーについて報道し、コマーシャルブレイクの前にクリフハンガーが使用された。有名な詐欺師のスティーブ・コミサーは、詐欺防止の専門家として『デイトライン』に定期的に出演した。
『デイトライン』金曜夜版は、以前は「To Catch a Predator」シリーズが含まれていた、犯罪ドキュメンタリーの記事に特に重点を置いている。殆どのNBCニューススペシャルは、その日の早い時間に発生した関連ニュース速報に関する特別インタビューまたは拡張特別報道の形で、『デイトライン』バナーの下でも放送される。ただし、日曜日の放送（CBSの競合番組である『60ミニッツ』を除いて、家族向けの番組用に予約されている時間枠で放送される）では、10代のドライバーと子供の安全に関する最近の日曜日のリポートなど、若い視聴者向けに調整されたストーリーに焦点を当てることがあり、他の週には、日曜日版では、犯罪ドキュメンタリーの記事、生命を脅かす状況を生き延びた人々の状況を語る記事、消費者リポート、またはインタビューのいずれかを特集している。
『デイトライン』は単一ストーリー形式を特徴としているが、過去には、番組は、特定のテーマに結び付けられた複数のストーリーパッケージを特徴とする日曜日版など、様々な長さの複数のコーナーを持つ従来のニュースマガジン形式を維持していた。アメリカのテレビの他の主要なニュースマガジン（CBSの『60ミニッツ』やABCの『20/20』）とは異なり、『デイトライン』は、登場人物に対する視聴者の感情的な愛着に焦点を当てたキャラクター主導の記事をより多く取り上げ、キャラクター主導ではない国際的および国内的なニュース記事を減らした。しかし、『デイトライン』の成功により、他のネットワークはニュースマガジン『60ミニッツII』の追加バージョンと『20/20』の追加版を制作するようになった（これらはしばしば成功しなかった）。
エグゼクティブプロデューサーのニール・シャピロは、番組に定期的に登場するいくつかの「シグネチャセグメント（Signature segments）」を開拓した。人が臨死体験と最終的な救助について語る『Survivor』、人気のある製品、人物、音楽シングルが表示/再生され、視聴者はそれが何年のものだったかを推測できる『Dateline Timeline』、映画の特殊効果やスタントがどのように技術的に達成されたかを説明する『State of the Art』、一般的な消費者の苦情や問題（食品の安全性や危険性の疑いのある品質の製品など）を調査する『Consumer Alert』、公共の懸念事項に焦点を当てるために隠しカメラを使用する記事『Dateline Hidden Camera Investigation』、政治、芸能、ビジネス界の主要人物や、ニュースの常連の人々への軽いインタビューを掲載している『Newsmakers』などが番組に含まれる。この番組には、コートTVと雑誌「ピープル」、「グッド・ハウスキーピング」、「コンシューマー・レポート」とのクロスプロモーションコーナーも含まれていた。1990年代、一般的な週には、いくつかの「シグネチャセグメント」、ニュース速報、番組で放送された過去の記事の更新、マルチパートの調査、インタビューが取り上げられていた。また、電話投票や、視聴者が記事の次の展開を投票で決める（『きみならどうする?』と同様）「Interactive Dateline Mystery」など、視聴者からのフィードバックを利用するパイオニアでもある。

## スタッフ

### 現在の出演者
アンカー
- レスター・ホルト（2011年9月23日 - 現在）

| 寄稿アンカー - ウィリー・ガイスト（2014年 - 現在） - メレディス・ビエイラ（2006年 - 現在） - ケイト・スノウ（2015年 - 現在） - クレイグ・メルビン（2016年 - 現在） | 特派員 - アンドレア・カニング（2012年 - 現在） - ホーダ・コットビー（1998年 - 現在） - ジョシュ・マンキーウィッツ（1995年 - 現在） - キース・モリソン（1995年 - 現在） - デニス・マーフィー（1994年 - 現在） |

### 過去の出演者
| 過去のアンカー - ジェーン・ポーリー（1992年3月31日 - 2003年5月13日） - ストーン・フィリップス（1992年3月31日 - 2007年7月2日） - トム・ブロコウ（1994年 - 2004年） - ケイティ・クーリック（1994年 - 2006年） - ナタリー・モラレス（2004年 - 2021年） - アン・カリー（2005年6月24日 - 2011年9月16日） - マット・ラウアー（1997年 - 2017年）（寄稿アンカー） | 過去の特派員 - マリア・シュライバー（1992年 - 2004年、2013年 - 2015年） - デボラ・ロバーツ（1992年 - 1995年） - クリス・ハンセン（1993年 - 2013年） - エリザベス・バーガス（1993年 - 1996年） - ブライアン・ウィリアムズ（1996年 - 2015年） - ノラ・オドネル（1999年 - 2011年） - マーティン・バシール（2010年 - 2014年） - エリカ・ヒル（2013年 - 2016年） - メーガン・ケリー（2017年 - 2018年） - ジェフ・ロッセン（2012年 - 2019年） |

## シンジケーション
『デイトライン』の1時間の犯罪ドキュメンタリーエピソードを再パッケージ化したものが、インベスティゲーション・ディスカバリー、E!、USAネットワーク（E!とUSAは、NBCの親会社であるNBCユニバーサルが所有している）、OWNなどの様々なケーブル及び衛星チャンネルで放映され、通常はネットワーク名の末尾に『Dateline on...』の一般的なブランド名が付いている。オキシジェンの一部としての『Dateline: Secrets Uncovered』、TLCの『Dateline: Real Life Mysteries』（『Dateline on TLC』と共に）、NBCユニバーサルが所有するMSNBC及びNBC News NOWの再パッケージ化されたエピソードのブランディングである『Dateline Extra』など、他にもいくつかのブランドが存在する。全てのエピソードは、ノンフィクションのピーコック・プロダクションズのバナーの下でNBCニュースによって再パッケージ化されている。NBCユニバーサルストリーミングサービスのPeacockは、2020年7月の開始以来、『デイトライン』のエピソードで構成されるフルタイムのストリーミングチャンネルを特集している。
2017年9月25日、毎日の放送シンジケーションでアーカイブされた犯罪ドキュメンタリーに焦点を当てたエピソードの放送を開始し、NBCのブランディングは完全に削除された。これらのエピソードは、マイネットワークTVの水曜日と木曜日夜のラインナップの一部としても放映される。

### 国際放送
『デイトライン』はカナダで放送され、主にNBCとマイネットワークTV提携局（シアトルのKING-TV/KZJO、デトロイトのWDIV-TV/WADL-TV、ニューヨーク州バッファローのWGRZ-TV/WNYO-TVなど）を通じて、アメリカ国境都市で放送されており、カナダで広く放送されており、2022年秋まで、番組の新版は全国のカナダのネットワークで同時放送されなかったが、シンジケーションセクションで言及されたケーブルネットワークと同じカナダの対応局の多くは、再パッケージ化された『Dateline on...』エピソードを独自のスケジュールの一部（特に国内の記事を含むもの）として放映し、カナダで放映されている他のいくつかのアメリカの放送局は、ネットワーク時間外に『デイトライン』シンジケートパッケージを放送している。2022年秋以降、CitytvはカナダのNBCと『デイトライン』の新しいエピソードを同時放送した。これは、カナダのネットワークが一般的にアメリカのニュースマガジンを同時放送しないため、珍しいことである。
『デイトラインNBC』は、ヨーロッパと中東の24時間ニュースネットワークであるオービットニュースでも見られ、MSNBCやその他のNBCニュース番組を1日に数時間放送している。また、日曜日5:00にオーストラリアのセブン・ネットワークでも放送されるが、地域の関連会社であるプライム・テレビジョンとゴールデン・ウェスト・ネットワークの有料番組が優先される。フィリピンでは、番組はTAPエッジで放送される。

## ニールセン視聴率
- シリーズ初登場：世帯視聴率12.9/視聴者数1710万人
- シリーズ最高：2,120万人の視聴者（1994年10月4日）

シーズン平均
注:2007年から現在までのデータにはLive+レーティングスが含まれている。
| シーズン        | ニールセンランキング | 平均視聴率                                        |
| --------------- | -------------------- | ------------------------------------------------- |
| 2005年 - 2006年 |                      | 10.720 （金曜日）                                 |
| 2006年 - 2007年 |                      | データなし                                        |
| 2007年 - 2008年 |                      | データなし                                        |
| 2008年 - 2009年 |                      | データなし                                        |
| 2009年 - 2010年 |                      | データなし                                        |
| 2010年 - 2011年 |                      | 4.916 （日曜日）6.117 （金曜日）                  |
| 2011年 - 2012年 |                      | 5.097 （日曜日）5.148 （金曜日）                  |
| 2012年 - 2013年 |                      | 5.913 （日曜日）5.572 （水曜日） 5.429 （金曜日） |
| 2013年 - 2014年 |                      | データなし                                        |